# Hydrellia svecica
Hydrellia svecica är en tvåvingeart som beskrevs av Tadeusz Zatwarnicki 1988. Hydrellia svecica ingår i släktet Hydrellia och familjen vattenflugor. Arten är reproducerande i Sverige. Inga underarter finns listade i Catalogue of Life.